# Fistful of Metal
Fistful of Metal (с англ. — «Горсть металла») — первый студийный альбом группы Anthrax, выпущенный 6 января 1984 года на лейбле Megaforce Records. В альбом также входит кавер-версия песни Элиса Купера «I'm Eighteen». Это единственный альбом с вокалом Нила Тёрбина и с Дэном Лилкером на бас-гитаре.

## История

### После выпуска
Дэнни Лилкер и Скотт Иэн были основателями группы Anthrax. Нил Тёрбин недолюбливал Дэнни Лилкера за его поведение на сцене и внешний вид. Он уволил Лилкера не сообщив об этом Скотту Иену. Скотт был возмущён таким самоуправством и выразил своё недовольство Нилу по телефону, однако тот поставил перед Скоттом ультиматум: либо он, либо Дэнни. Группа собиралась на гастроли в поддержку альбома и Скотт понимал, что потеря вокалиста может привести к отмене всех выступлений. Посовещавшись с Чарли и Спитцом и приняв общее решение, ему ничего не оставалось как пойти на уступки Тёрбину и уволить своего друга Дэнни Лилкера. Позже Скотт Иен в своей книге «Мужик. История того чувака из Anthrax» назовёт эти события как самым худшим для него моментов в истории Anthrax.
Вместе с заменой Лилкера, группа наняла Фрэнка Бэлло — племянника ударника Чарли Бенанте. С этого времени он играл на всех альбомах Anthrax. Вокалист группы — Нил Тёрбин содействовал в написании текстов, названий, аранжировок большинства песен на альбоме, то есть «Metal Thrashing Mad», «Deathrider», «Panic», "Subjugator, «Death From Above», «Soldiers Of Metal», «Anthrax», а заодно и «Armed And Dangerous», «Gung Ho» и «Raise Hell» вышедших на альбоме Spreading the Disease, но Скотт Иэн и Чарли Бенанте, считали, что такой контроль в написании песен им не нужен и Тёрбин был уволен из группы.
Термин «трэш-метал» был впервые использован одним из авторов статей британского музыкального журнала Kerrang! Малкомом Домом, со ссылкой на песню «Metal Thrashing Mad».

### Переиздания и прочие выпуски
Fistful of Metal был выпущен двойным альбомом компанией Music for Nations для Великобритании и включал в себя по-другому смикшированные песни «Soldiers of Metal» и «Howling Furies», не включенные в американское издание.

## Обложка
Обложка альбома вызывала дискуссии. На ней изображен кулак, завернутый в металл и торчащий из окровавленного рта какого-то человека. Из-за неё магазины Walmart и Kmart отказались продавать данный альбом.

## Список композиций
| №  | Название                               | Длительность |
| -- | -------------------------------------- | ------------ |
| 1. | «Deathrider»                           | 3:10         |
| 2. | «Metal Thrashing Mad»                  | 2:39         |
| 3. | «I'm Eighteen» (кавер на Элиса Купера) | 4:02         |
| 4. | «Panic»                                | 3:58         |
| 5. | «Subjugator»                           | 4:38         |

| №                   | Название                                   | Длительность |
| ------------------- | ------------------------------------------ | ------------ |
| 6.                  | «Soldiers of Metal»                        | 2:55         |
| 7.                  | «Death from Above»                         | 5:00         |
| 8.                  | «Anthrax»                                  | 3:24         |
| 9.                  | «Across the River» (инструментальный трек) | 1:26         |
| 10.                 | «Howling Furies»                           | 3:55         |
| Общая длительность: | Общая длительность:                        | 35:33        |

## Участники записи
- Нил Тёрбин — вокал
- Дэн Спитц — соло-гитара
- Скотт Иен — ритм-гитара
- Дэн Лилкер — бас-гитара
- Чарли Бенанте — ударные

## Производство
- Carl Canedy — продюсер
- Chris Bubacz — инженер
- Alex Perialas — помощник инженера
- Jack Skinner — провел мастеринг
- Jon Zazula — исполнительный продюсер
- Crazed Mgmt. International — менеджмент